# Hermannsdenkmal
 (août 2017).
Si vous disposez d'ouvrages ou d'articles de référence ou si vous connaissez des sites web de qualité traitant du thème abordé ici, merci de compléter l'article en donnant les références utiles à sa vérifiabilité et en les liant à la section « Notes et références ».
Le Hermannsdenkmal (monument d'Hermann) est un monument situé en Rhénanie-du-Nord-Westphalie en Allemagne dans le sud de la forêt de Teutberg, qui se trouve au sud-ouest de Detmold dans le district de Lippe. Il se dresse sur le mont densément boisé de Teutberg qui s'élève à 386 mètres, au centre de la fortification circulaire de Grotenburg.
La statue mesure 24,82 mètres, auxquels s'ajoutent 28,62 mètres de socle, soit une hauteur totale de 53,44 mètres.
Le monument célèbre le chef de guerre chérusque Arminius (appelé Hermann en allemand) et la bataille de la forêt de Teutberg qui vit les tribus germaniques sous le commandement d'Arminius vaincre de manière décisive trois légions romaines de Varus en l'an 9 apr. J.-C.
L'inscription suivante figure sur le monument :
Deutsche Einigkeit, meine Stärke - meine Stärke, Deutschlands Macht.
L'unité allemande (est) ma force - ma force (fait) la puissance de l'Allemagne.

## Histoire

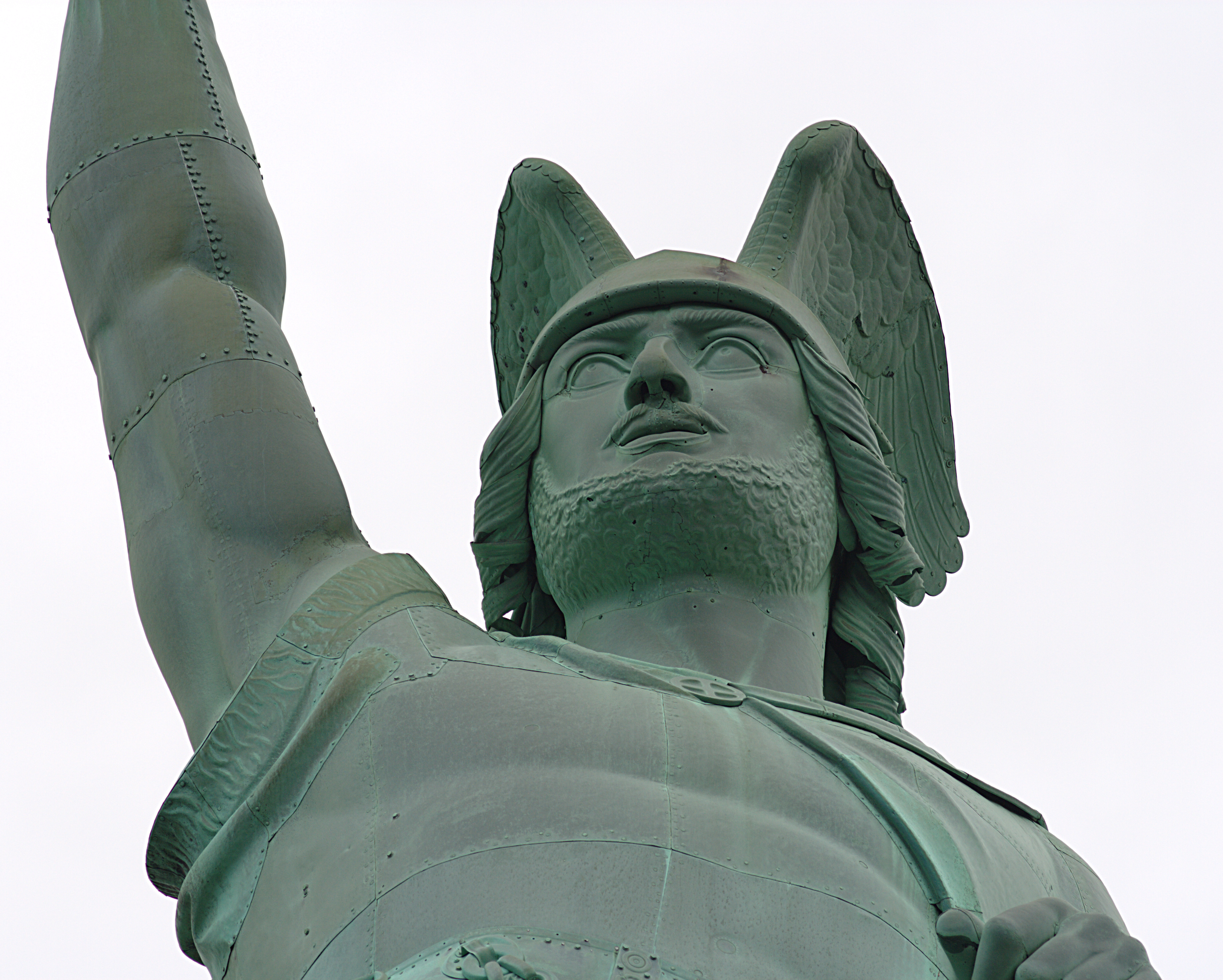
Vue détaillée de la statue : on peut distinguer les plaques de cuivre rivetées.

La construction de cette statue commença en 1841 mais ne fut achevée qu'en 1875 avec l'aide d'importants fonds de la Prusse. Le monument fut construit suivant les plans du sculpteur Ernst von Bandel. L'érection de ce monument est à resituer dans le contexte politique allemand de l'époque. Le pangermanisme se tournait vers le passé à la recherche d'une fierté nationale. Cette recherche d'identité se traduira par de nombreux monuments dont le Walhalla près de Ratisbonne et la statue d'Arminius.
Cependant la statue ne fut achevée qu'après la guerre franco-prussienne de 1870 et l'unification de la majeure partie de l'Allemagne sous Bismarck en 1871. Il peut donc aussi être compris comme un symbole de la jeune Allemagne naissante, tels Vercingétorix en France ou bien Boadicée au Royaume-Uni. L'ennemi étant français et non plus romain, c'est vers l'ouest et non vers le sud que la statue est tournée.
Elle est inaugurée en présence de l'empereur Guillaume Ier.

## Tourisme
La statue est une destination populaire en Allemagne avec plus de 1 300 000 visiteurs par an. L'Externsteine, situé à proximité, rencontre la même popularité. On peut grimper d'un étage dans la base de la statue et avoir une vue panoramique sur la forêt environnante.
Un monument similaire, le Hermann Heights Monument, existe à New Ulm, une ville du sud de l'État américain du Minnesota bâtie par des colons allemands au XIXe siècle.